# 卡米尼亞的佩羅·瓦茲

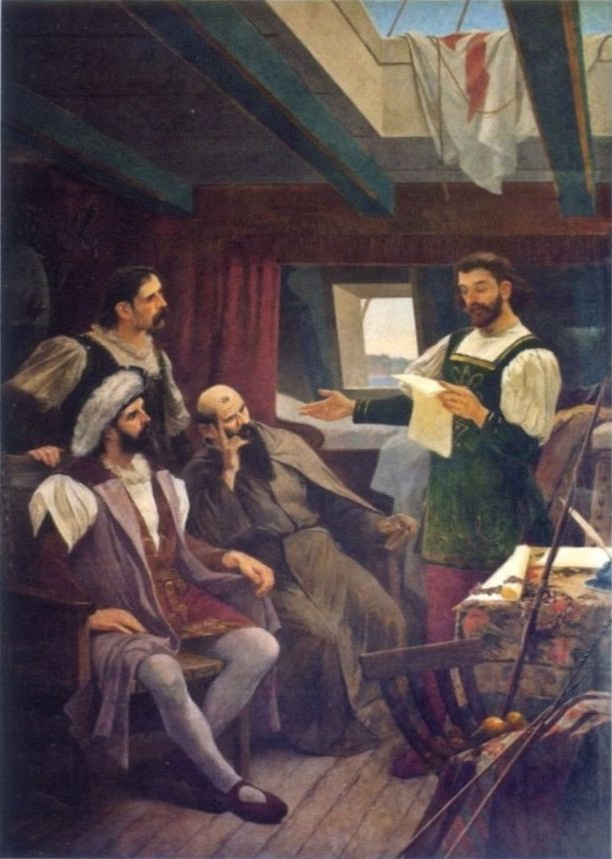
卡米尼亞的佩羅·瓦茲（站立於最右側者）

卡米尼亞的佩羅·瓦茲 （约1450年 – 1500年12月15日 ) 是一位葡萄牙王國骑士，他于1500年跟随佩德罗·阿尔瓦雷斯·卡布拉尔前往印度，並在當地的一家工厂擔任秘书。1500年年底，他在印度科泽科德的一场暴乱中去世。